# Paul Ngue
Paul Ngue (tiếng Trung: 基奧; sinh ngày 2 tháng 2 năm 1988 ở Yaoundé, Cameroon) là một cầu thủ bóng đá Hồng Kông gốc Cameroon thi đấu ở vị trí tiền đạo. Hiện tại anh thi đấu cho câu lạc bộ tại Giải bóng đá ngoại hạng Hồng Kông Southern.

## Sự nghiệp quốc tế
Năm 2016, anh có được hộ chiếu Hồng Kông để đổi quốc tịch từ Cameroon sang Hồng Kông sau 7 năm sinh sống ở Hồng Kông.
Sau khi trở thành công dân Hồng Kông, anh ra mắt quốc tế cho Đội tuyển bóng đá quốc gia Hồng Kông tại AYA Bank Cup, tổ chức ở Myanmar.